# Oxidercia punctularis
Oxidercia punctularis är en fjärilsart som beskrevs av Walker 1865. Oxidercia punctularis ingår i släktet Oxidercia och familjen nattflyn. Inga underarter finns listade i Catalogue of Life.